# Missão de Observação da Nações Unidas em El Salvador
Missão de Observação das Nações Unidas em El Salvador (em inglês:  United Nations Observer Mission in El Salvador, em castelhano:  Misión de Observadores de las Naciones Unidas en El Salvador, ONUSAL) foi uma missão liderada pela Organização das Nações Unidas (ONU) entre 20 de maio de 1991 e 30 de abril de 1995.. Esta missão pretendia supervisionar a implementação do plano de paz consecutivo à Guerra Civil de El Salvador iniciada em 1980 e encerrada em janeiro de 1992 com a conclusão dos Acordos de Paz de Chapultepec.
O mandato da missão visava acompanhar a aplicação dos acordos entre o governo de El Salvador e os rebeldes da Frente Farabundo Martí para a Libertação Nacional (FMLN). Os acordos entre ambos previam um cessar-fogo entre as partes, a reforma das forças armadas, a criação de uma nova força policial, a reforma do sistema judicial e eleitoral do país e o respeito pelos direitos humanos.
O contingente militar era composto por cerca de 380 observadores de 17 países: Argentina, Áustria, Brasil, Canadá, Chile, Colômbia, Equador, França, Guiana, Índia, Irlanda, Itália, México, Noruega, Espanha, Suécia e Venezuela.